# 4815 Anders
4815 Anders este un asteroid din centura principală, descoperit pe 2 martie 1981 de Schelte Bus.